# Epitaph (chanson)
Pour les articles homonymes, voir Epitaph.
Singles de King Crimson
The Night Watch
(1973) Matte Kudasai
(1981)
Pistes de In the Court of the Crimson King
I Talk to the Wind Moonchild
Epitaph (« Épitaphe », du grec ἐπιτάφιος) est la 3e chanson de l'album In the Court of the Crimson King, paru en 1969.

## Production et postérité
Elle est notamment marquée par un usage poussé du mellotron,, et, comme pour la première chanson, 21st Century Schizoid Man, par des paroles aux accents prophétiques et dystopiques. Cette chanson a donné son nom à un album d'enregistrements live de King Crimson de 1969, Epitaph.
Le label de punk Epitaph est nommé d'après cette chanson. De leur côté, Emerson, Lake and Palmer ont incorporé plus tard un extrait de cette chanson, dans la version live de leur chanson Battlefield, sur l'album Welcome Back My Friends to the Show That Never Ends.

## Single
En 1976, un single est sorti, avec en face A cette chanson, et en face B 21st Century Schizoid Man, destiné à accompagner la compilation A Young Person's Guide to King Crimson, sorti la même année.

### Liste des titres
1. Epitaph incluant March For No Reason et Tomorrow and Tomorrow - 8:53
2. 21st Century Schizoid Man - 7:24

## Musiciens
- Robert Fripp : guitare
- Michael Giles : batterie
- Greg Lake : chant, basse
- Ian McDonald : saxophone
- Peter Sinfield : texte, claviers